# 苏联政府压抑的科学研究
有一系列科学研究受到苏联政府的压抑，相关研究员经常受到不公正对待，动辄被贴上“资产阶级学者”的标签。

## 生物学
1930年代中期起，李森科在斯大林支持下发动了一场反对基因遗传学的运动。该学说的创始人孟德尔是一个天主教聖職人員，这一点格外地激怒斯大林。

## 语言学
斯大林上台时，尼古拉·马尔的雅弗理论居于统治地位，他认为语言是一种阶级构成。斯大林读到了一封齐克巴瓦的反对马尔的来信，于是把他召来进行了一次几个小时的谈话，作了大量的笔记。于是他找到了足够的材料来反对马尔，结束了后者在苏联语言学界的统治地位，而斯大林自己就语言学只写过一篇论文，《马克思主义和语言学问题》。斯大林统治下也把比较语言学打为伪科学。

## 控制论
斯大林也认定魏纳的控制论为“资产阶级伪科学”。在苏联，意识形态期刊《哲学问题》在1953年的一篇文章中评价控制论为“帝国主义者没有办法摧毁资本主义中的根本矛盾，他们不能阻止即将发生的经济危机。所以，他们尝试从狂热的军备竞赛和意识形态战争中寻找答案。在深层的绝望中，他们寻求伪科学带来的一线希望以苟延残喘”，1954年版《简明哲学词典》中称控制论为“反动的伪科学，首先出现在二战后的美国，后广泛传播于资本主义国家，是一种现代的机械论。”